# Frammenti: Acoustic Covers N.1
Frammenti: Acoustic Covers N.1 è il primo EP della Cantante italiana Mara Sattei, accreditata come Sara Mattei, pubblicato l'8 luglio 2014 dall'etichetta Studio8.

## Descrizione
Il disco, composto da quattro tracce scritte da diversi artisti e prodotto da Daniele Vit, è stato pubblicato alcuni mesi dopo la partecipazione della cantante alla tredicesima edizione del talent show Amici di Maria De Filippi. Al disco è seguito il mixtape Frammenti: Street Covers N.2, uscito nel gennaio 2015.

## Tracce
1. Can't Hold Us (Acoustic Version) – 3:40 (Macklemore, Ryan Lewis)
2. All of Me (Acoustic Version) – 4:57 (John Legend, Toby Gad)
3. Raggamuffin (Acoustic Version) – 2:42 (Sanne Putseys)
4. Oceans (Acoustic Version) – 3:50 (Brooke Fraser, Joel Houston)